# Pismis 20
Pismis 20 è un piccolo ammasso aperto posto nella costellazione australe del Compasso.

## Osservazione

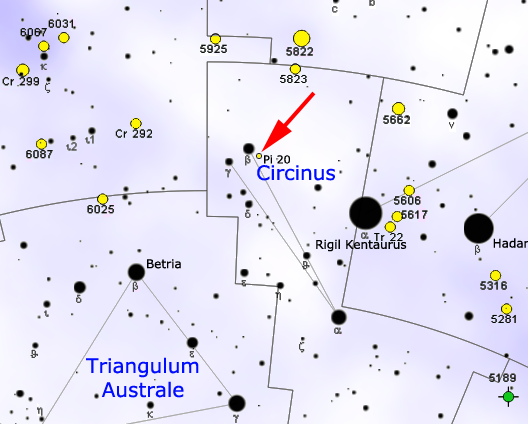
Mappa per individuare Pismis 20.

Si individua ad appena 12' a SW della stella β Circini, sul bordo della "fenditura" sulla Via Lattea causata dalla presenza di nebulose oscure che si estende dal Lupo fino ai pressi di Alfa Centauri; è composto da una decina di stelle di dodicesima magnitudine, disposte a formare una "V", al cui vertice si trova un astro giallastro di magnitudine 8,2, il più luminoso dell'ammasso. Quasi del tutto invisibile anche con un binocolo, con un piccolo telescopio e forti ingrandimenti si risolve perfettamente in una manciata di stelline bianco-azzurre. Con strumenti più grandi e ingrandimenti ancora più spinti non sono visibili ulteriori componenti.
A causa della sua declinazione fortemente meridionale, quest'ammasso può essere osservato soprattutto da osservatori situati nell'emisfero australe della Terra; la sua osservazione dall'emisfero nord è possibile solo in vicinanza delle latitudini tropicali. Il periodo migliore per la sua osservazione nel cielo serale è quello compreso fra aprile e settembre.

## Storia delle osservazioni
A causa delle sue ridotte dimensioni e della bassa luminosità di quasi tutte le sue componenti raffrontata a quella della stella dominante, quest'oggetto è sfuggito a tutti gli astronomi fino al 1959, quando venne riconosciuto come ammasso aperto dall'astronoma Paris Pişmiş. Da allora è stato oggetto di diversi studi per via delle sue caratteristiche e la sua notevole distanza.

## Caratteristiche
Pismis 20 è un ammasso situato a circa 3272 parsec (circa 10670 anni luce) di distanza, in una zona molto interna della Via Lattea, sul Braccio Scudo-Croce; a causa di ciò la sua luce appare fortemente oscurata dalle polveri interstellari, appartenenti in massima parte al Braccio del Sagittario, situato esternamente ad esso e sulla linea di vista. La sua età risulta essere di appena 5 milioni di anni e si ritiene faccia parte di una remota associazione OB nota come Circinus OB1.
Al suo interno sono presenti alcune stelle particolarmente massicce, come la stella di Wolf-Rayet WR 67 e la supergigante blu HD 134959, di classe spettrale B2Ia; quest'ultima, nota anche come CX Circini, ha caratteristiche analoghe alla ben più vicina stella P Cygni ed entrambe sono caratteristiche di regioni in cui è fortemente attiva la formazione stellare.